# Årets Filmbana
Årets Filmbana (se filmbana) är ett svenskt filmpris som sedan 1982 delas ut främst till svenska filmfotografer för särskilt förtjänstfulla arbetsinsatser med särskilt verk eller för sin samlade verksamhet, undantagsvis även till utländska pristagare. Priset utdelas årligen av Föreningen Sveriges Filmfotografer (FSF) och består av ett verklighetstroget filmbane-utsnitt ur en kamera av typen Mitchell med korrekta mått för det gamla filmformatet, det så kallade Academy-formatet (4:3). Priset är designat av filmfotografen Gustaf Mandal. 
Pristagarna utses av FSF:s styrelse med hjälp av en intern kommitté. Det första priset utdelades 10 oktober 1982 till Jörgen Persson.

## Pristagare
- 1982  Jörgen Persson - för Den enfaldige mördaren
- 1983  Per Källberg - för Naturens hämnd
- 1984  Peter Mokrosinski - för Sista leken
- 1985  Jens Fischer - för TV-dramat Haren och vråken
- 1986  Bertil Wiktorsson - för Sagan om Sverige
- 1987  Rune Ericson - för Amorosa
- 1988  Sten Holmberg - för Hip hip hurra!
- 1989  Gunnar Källström - för Så går ett år
- 1990  Sven Åsberg - för Den blå jaguaren
- 1991  Gunnar Fischer - för decennier av känsligt bildskapande
- 1992  Jan-Hugo Norman - till drama-dokumentärfilmaren
- 1993  Rolf Lindström - för TV-serien Blueprint
- 1994  Sven Nykvist - det globala förkroppsligandet av svensk filmfotografis ande
- 1995  Göran Nilsson - för Stora och små män
- 1996  Lasse Karlsson - skärpeföljningens Mozart
- 1997  Gustaf Mandal - den outtröttlige innovatören, mångsysslaren, perfektionisten, som givit FSF en plats i Europa
- 1998  Peter Östlund - för uttrycksfullt och poetiskt bildskapande
- 1999  Tony Forsberg - för sitt hängivna, livslånga engagemang med den filmfotografiska bilden
- 2000  Lars Crépin - för filmsviten De sju dödssynderna (Richard Hobert 1993–2000)
- 2001  Jan Lindeström - hans filmer och lärargärning - en inspiration för generationer
- 2002  Lars Svanberg - visionären
- 2003  Lasse Björne - som fört SF-traditionerna vidare till vår tid
- 2004  Robert Nordström - som givit Tornedalen ett ansikte
- 2005  Jan Röed - för klarsynt kreativitet i ett medvetet och stilsäkert bilduttryck
- 2006  Camerimage - filmfestivalen i Polen som är inriktad på  filmfotografi
- 2007  Luciano Tovoli - grundaren av internationella filmorganisationen IMAGO
- 2008  Roland Sterner - konstnär, informatör, pedagog
- 2009 Nina Hedenius – för sitt bildmässigt starka filmskapande
- 2010  Jan Troell – den bildskapande regissören